# 濮良沛
濮良沛（1931年—），笔名林非，男，汉族，江苏海门人，中国现代文学史家，曾任中国社会科学院文学研究所研究员、博士生导师。

## 家庭
妻子赵凤翔。